# Wólka Krowicka
Wólka Krowicka – wieś w Polsce, położona w województwie podkarpackim, w powiecie lubaczowskim, w gminie Lubaczów. Leży nad rzeką Lubaczówką.
W latach 1975–1998 wieś administracyjnie należała do województwa przemyskiego.
Według danych z 2022 r. Wólka Krowicka liczy 372 mieszkańców. Do miejscowości przylega przysiółek Brozie. Powierzchnia sołectwa wynosi 485 ha. 
Organizacje działające w sołectwie:
- Ludowy Klub Sportowy "ROLNIK" Wólka Krowicka
- Koło Gospodyń Wiejskich w Wólce Krowickiej

Przez wieś przebiega droga wojewódzka nr 866.
Wierni Kościoła rzymskokatolickiego należą do parafii Matki Bożej Fatimskiej w Lisich Jamach. We wsi jest kościół filialny pw. Matki Kościoła.

## Integralne części wsi
| SIMC    | Nazwa  | Rodzaj     |
| ------- | ------ | ---------- |
| 0606458 | Brozie | przysiółek |

## Historia
W czasie II wojny światowej, w nocy z 24 na 25 kwietnia 1944 r. wieś została spalona przez nacjonalistów ukraińskich z OUN-UPA. Po wojnie ją odbudowano. 
W 1963 wybudowano szkołę ośmioklasową, w 1970 wybudowano kościół, dom kultury i sklep, w 1996 wybudowano stację uzdatniania wody. W 2000 r. szkoła ośmioklasowa została przekształcona w gimnazjum, które działało do 2011 r.. W miejscu byłego gimnazjum otworzono Świetlicę Wiejską w Wólce Krowickiej, natomiast w miejscu byłego sklepu otworzono budynek przeznaczony dla uchodźców z Ukrainy.

## Osoby związane z miejscowością
W 1962 roku w Wólce Krowickiej urodził się poeta Eugeniusz Tkaczyszyn-Dycki. W swojej twórczości często powraca do folkloru ziem, z których pochodzi.